# Ale cyrk!
Ale cyrk (org. Orla Frosnapper 3D) – duński film animowany z 2011 roku stworzony na podstawie powieści Ole Lund Kirkegaarda.

## Wersja polska
Wersja polska: Studio PRL na zlecenie Kino Świat

Reżyseria: Dariusz Błażejewski

Nagranie i montaż dialogów: Aleksander Cherczyński

Udział wzięli:
- Grzegorz Drojewski – Wiktor
- Grzegorz Kwiecień – Żaba
- Karol Wróblewski – Kubuś
- Katarzyna Zielińska – Kaja
- Przemysław Saleta – Pan Kruszyna
- Mieczysław Morański – Wielki Bardini
- Krzysztof Zakrzewski – Pan Wystrzałowski
- Jacek Kopczyński – Klaun

W pozostałych rolach:
- Anna Apostolakis-Gluzińska
- Brygida Turowska-Szymczak
- Miriam Aleksandrowicz
- Jakub Wieczorek
- Adam Bauman
- Jan Kulczycki
- Katarzyna Skolimowska
- Mirosław Wieprzewski

i inni